# 나비의 미망인
《나비의 미망인》(독일어: Die Witwe des Schmetterlings)은 대한민국의 작곡가 윤이상이 1968년에 완성한 오페라이다. 
동백림 사건으로 서울구치소에 수감 중이던 윤이상은 1967년 10월 작곡할 수 있다는 허가를 받고 큰 규모의 오페라인 나비의 미망인을 작곡하기 시작한다.
이 작품에 대해서 윤이상의 미망인 이수자는 이렇게 말했다. "오페라 <나비의 미망인>을 생각하면 참 신기합니다. 작곡가는 그 추운 겨울에 손이 얼어서 호호 하면서, 책상도 없이 심장 나쁜 사람이 엎드려서 한 음 한 음 써 갔답니다. 그런데도 연주를 하면 그런 어두운 구석이 하나도 보이지 않는답니다. 오히려 희극적이고요." (출처: 아직도 사과받지 못한 '동백림 3인' 진혼제 (프레시안, 강이현 기자, 2006년9월20일 기사)